# Kapelle Wandau (Hieflau)

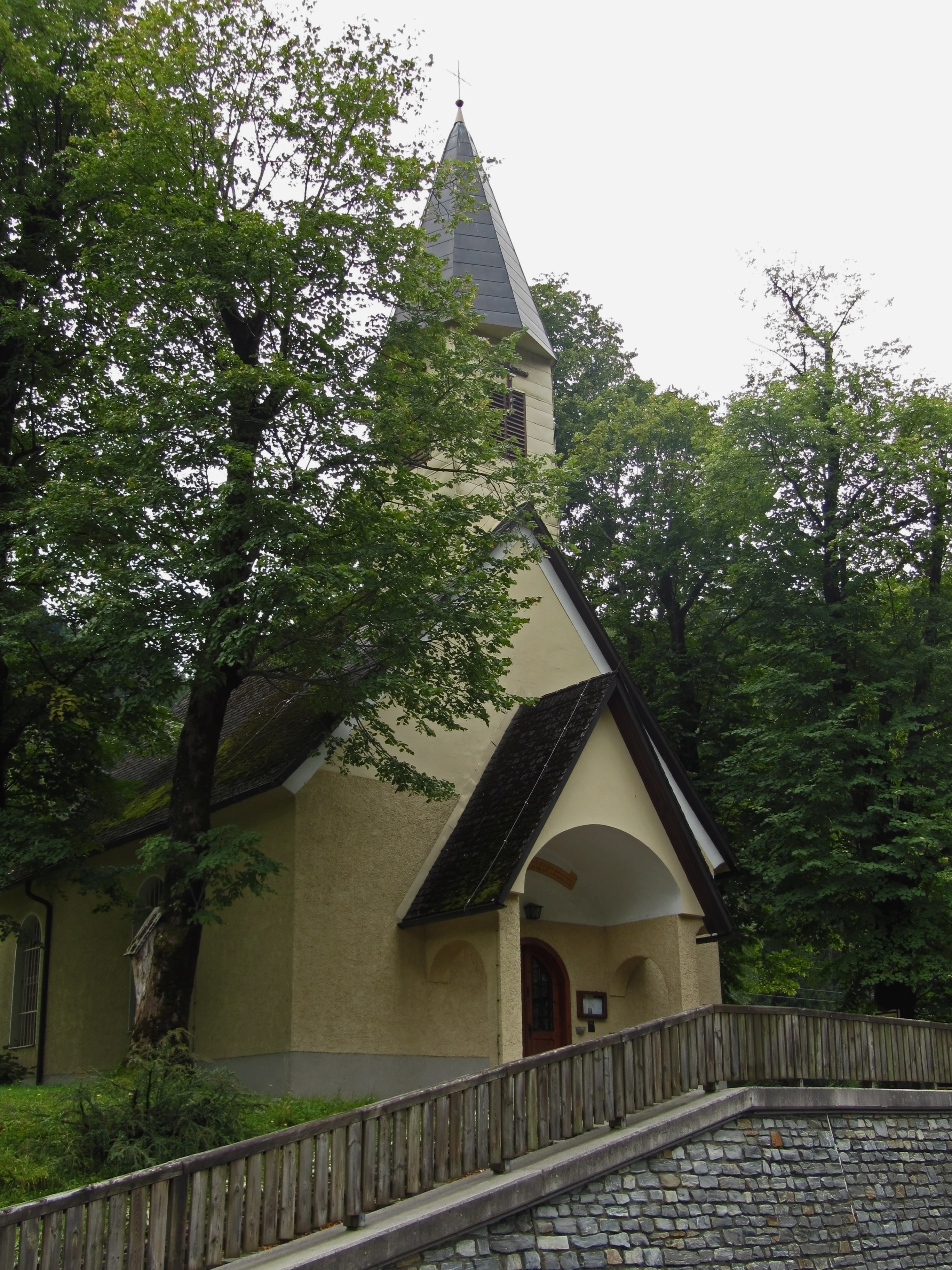
Kapelle Maria unter den sieben Linden in Hieflau

Die Wandau-Kapelle steht in der Wandau nördlich von Hieflau in der Gemeinde Landl im Bezirk Liezen in der Steiermark. Die Kapelle steht unter Denkmalschutz (Listeneintrag).

## Geschichte
Die Weg- bzw. Flurkapelle wurde 1854 erbaut.
Die Kapelle unter einem Satteldach hat einen Halbkreisschluss. Der Dachreiter steht über der Westfront mit einem rundbogigen Portalvorbau unter einem Satteldach.
Der Saalraum hat ein Flachtonnengewölbe.

## Ausstattung
Der Altar in barocken Formen trägt Statuen aus dem 18. Jahrhundert.
Die Glocke nennt 1696.